# Krajcsi Attila
Krajcsi Attila (Balassagyarmat, 1973. december 9. –) pszichológus, habilitált egyetemi docens, oktató és kutató az ELTE Pedagógiai és Pszichológiai Kar (ELTE-PPK) Kognitív Pszichológiai Tanszéken, a Matematikai Megismerés Kutatócsoport vezetője. Az ELTE, a BME Pszichológiai Doktori Iskoláiban témavezető, a SZTE Neveléstudományi Doktori Iskolájában témakiíró.

## Oktatási területei
Numerikus megismerés, agyi képalkotó eljárások, módszertan, gondolkodás-lélektan, észlelés. Kísérlettervezés és adatelemzés.

## Kutatási területei
Numerikus megismerés; fejlődési diszkalkulia; módszertani problémák.

## Életpályája
Budapesten, a Kalmár László Szakközépiskolában érettségizett 1992-ben. Az ELTE Bölcsészettudományi Kar pszichológia-szakos hallgatója, majd doktorandusza volt, 2007-ben szerzett PhD tudományos fokozatot. A pályakezdés időszakában mind az újságírás, mind a számítástudomány területén kipróbálta magát. 1997-ben a Pszinapszis, jelenleg a legnagyobb laikusoknak is szóló, minden évben megrendezésre kerülő pszichológiai rendezvény alapítója. 1999-ben alapította és szerkeszti a Pszichológia Online c. weblapot.
1999-től a SZTE BTK Pszichológiai Intézet oktatója és kutatója, a Kognitív és Neuropszichológiai Szakcsoport tagja, s egyik szerkesztője a Szegedi Pszichológiai Tanulmányoknak. Tanulmányúton volt Szófiában 2000-ben és 2001-ben (New Bulgarian University, Cognitive Science Summer Schools) és szakmai munkát vállalt Bostonban 2008/2009-ben a Harvard Egyetemen.
Számos olyan hallgatónak témavezetője, akik kiváló eredményeket érnek el az országos tudományos diákköri konferenciákon.
2009. február 1-jétől az Eötvös Loránd Tudományegyetem Pedagógiai Pszichológiai Karán a Kognitív Pszichológiai Tanszék egyetemi docense. A gondolkodás-lélektan, a numerikus megismerés témakörében tart előadásokat és laboratóriumi gyakorlatokat vezet a kísérlettervezés és az adatelemzés területein. 2010-ben habilitált az ELTE PPK Pszichológiai Intézetében, magyar nyelvű tudományos előadásának címe: Agyi képalkotó eljárások – Funkcionális elemzés előfeldolgozásra; angol nyelvű tudományos előadásának címe: The role of number notation in comparison task.

## Tanulmányai (válogatás)
- KRAJCSI A. (2005). Nyelvi relativizmus : a numerikus ismeretek példája. In: Az ezerarcú elme : tanulmányok Pléh Csaba 60. születésnapjára / szerk. Gervain Judit, Kovács Kristóf, Lukács Ágnes, Racsmány Mihály. Budapest : Akadémiai K., 2005. 171-185. p.
- Implicit szekvenciatanulás a nyelvi fejlődés zavarában /Lukács Ágnes, KRAJCSI Attila, Németh Dezső, Kas Bence, Pléh Csaba In: Magyar Pszichológiai Társaság XVII. Országos Tudományos Nagygyűlése : 2006. május 25-27, Budapest : program és előadáskivonatok / szerk. Kalmár Magda. Budapest : [ELTE], 2006. 164 p.
- KRAJCSI, A., Racsmány, M., Igács, J., Pléh, Cs. (2007) Fejlődési zavarok diagnózisa reakcióidő méréssel. In. Racsmány, M. (Szerk.) A fejlődés zavarai és vizsgálómódszerei. Akadémiai Kiadó, Budapest, 210-239.
- A. KRAJCSI (2008). Numerical abilities in Williams syndrome: dissociating the analogue magnitude system and verbal retrieval, with Lukács, Á., Igács, J., Racsmány, M. and Pléh, C. Journal of Clinical and Experimental Neuropsychology.
- KRAJCSI A. (2008). Pontos és közelítő számolás - verbális rendszer és mentális számegyenes.Igács Jánossal. In: A láthatatlan nyelv / szerk. Gervain Judit, Pléh Csaba. Budapest, Gondolat. 170-187. p. (Ser. Kognitív szeminárium, 1588-5402)
- KRAJCSi A. (2008). Kísérletvezérlés és adatelemzés a kognitív tudományban.[5] Szeged, Szegedi Egyetemi Kiadó. 204 p. ISBN 978-963-7356-81-0
- KRAJCSI, A. Lukács, Á., Igács, J., Racsmány, M., Pléh, Cs.(2009) Numerical abilities in Williams syndrome: Dissociating the analogue magnitude system and verbal retrieval. Journal of Clinical and Experimental Neuropsychology 4, 439-446. SCI index: IF: 2.184
- Pápai Márta, Bodor Bernadett, KRAJCSI Attila (2010) Együttélés irracionális babonáinkkal. In Szegedi pszichológiai tanulmányok. Szerk. Németh Dezső, Harsányi Szabolcs Gergő, Szokolszky Ágnes. Szeged, Szegedi Egyetemi Kiadó, 2010. 185-193. p.
- Dezső Németh, Rozália Eszter Ivády, Alessandro Guida, Márton Miháltz, Donald Peckham, Attila KRAJCSI, Csaba Pléh (2011). The effect of morphological complexity on short-term memory capacity. Acta Linguistica Hungarica 58:(1) pp. 85–107.
- KRAJCSI A. (2014). Nyelvi reprezentáció a numerikus feladatokban. In: Pszicholingvisztika : magyar pszicholingvisztikai kézikönyv (2014). 2. köt. / Szerk. Pléh Csaba és Lukács Ágnes. Budapest, Akadémiai Kiadó. 919-950. p. ISBN 978 963 05 9500 1
- KRAJCSI A. Numerical distance and size effects dissociate in Indo-Arabic number comparison, Psychonomic Bulletin & Review, Abstract, 2016
- Diszkrét Szemantikus Rendszer, Matematikai Megismerési Kutatócsoport, 2016 Archiválva 2016. október 28-i dátummal a Wayback Machine-ben[6][7]

## Szakmai könyv fordítása
- The psychology of the Internet (magyar) Az internet pszichológiája / Patricia Wallace ; [ford. Krajcsi Attila]. Budapest : Osiris, 2002. 312 p. (Osiris könyvtár : pszichológia , 1219-7718) ISBN 963-389-233-3 (Újból kiadva 2006, 2008)

## Társasági tagság
- Magyar Pszichológiai Társaság
- Magyar Pszichiátriai Társaság

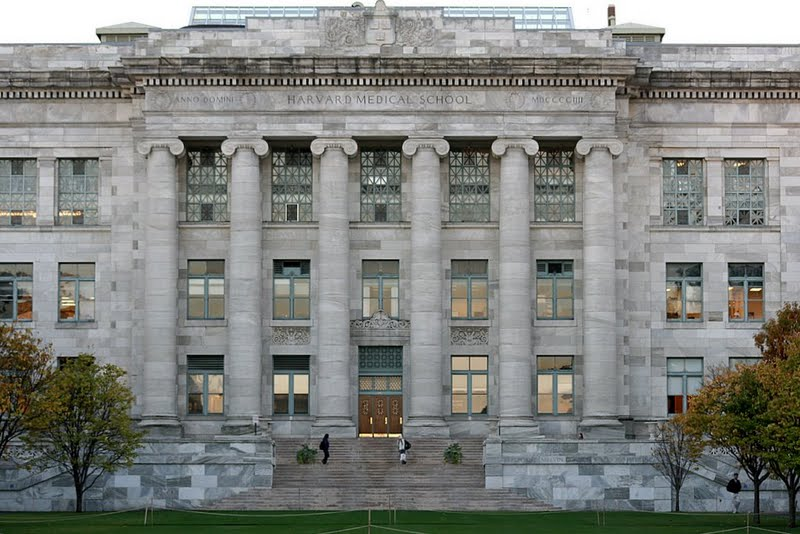
Harvard Medical School (Boston)

- Neumann János Számítógép-Tudományi Társaság